# 新建伯府第
新建伯府第，又称伯府第、王府，是明朝大儒王阳明在浙江绍兴的住处，由明世宗钦赐，曾是华东明清时期最宏伟的私人宅邸之一。今位于浙江省绍兴市光相桥东侧西河以南上大路王衙弄。其中地名“王衙弄”即寓意王阳明府第。现状受绍兴市特别文物保护，2015年作为“王阳明故居遗址”列为绍兴市文物保护单位 ，2023年6月29日成為第八批浙江省文物保护单位。

## 简介
王阳明生于浙江余姚，大约10岁时随父亲王华移居绍兴府城里。王华不久后高中状元，在绍兴城建状元府。
明武宗正德十六年（1521年）十二月，王阳明因军功诏封特进光禄大夫、柱国、新建伯。其后，在其父亲王华状元府基础上，在嘉靖元年，由明世宗钦赐修建“伯府”。王阳明趁丁忧之期回绍兴。嘉靖初年，规模已经很大，范围东起现在的王衙弄，南至新河弄，北接上大路，西临西小河。
伯府第后毁于明末清初兵火，近世又糟太平天国兵火。现尚有遗存五处：
- 三柱石砌门框
- 饮酒亭
- 观象台，世称“王假山”
- 王衙池，又称“碧霞池”
- 伯府大埠头

## 趣闻
- 新建伯府第建筑规模宏大，故民间有“吕府十三厅，不及伯府一个厅”之说。说的是明朝内阁大学士吕本，也在绍兴建有宏大的府第，世称吕府，共有十三个厅堂，但整个吕府，还不如伯府第的一个厅，可见伯府第规模之大[7]。